# الأوقاف في الأحساء

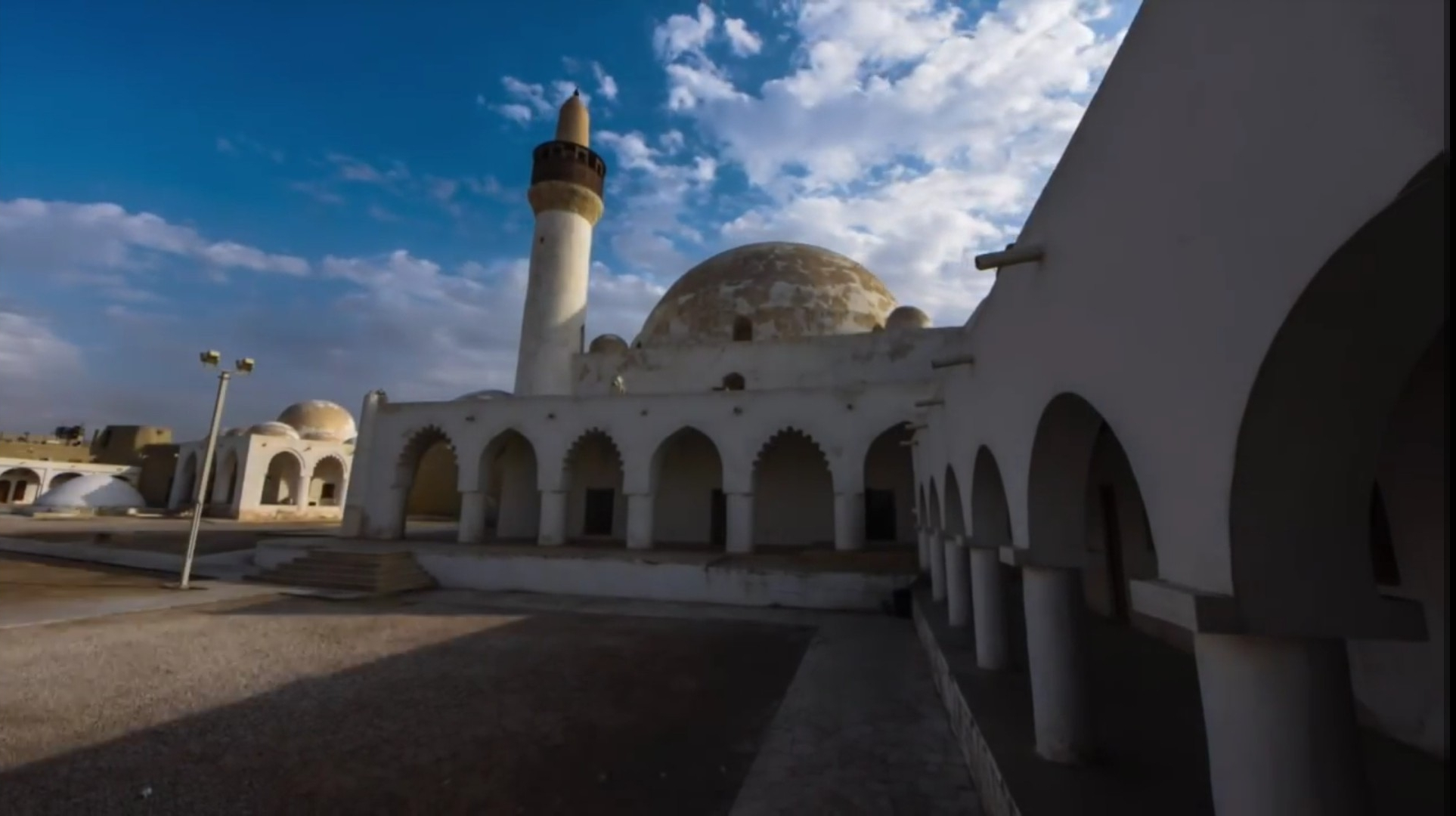
صورةٌ لأحد المساجد المحليّة المتواجدة في المملكة العربية السعودية - محافظة الأحساء

الأوقاف في الأحساء فاقت الأحساء مُعظم أنحاء الجزيرة العربية في كثرة أوقافها التي كانت مُعظمها عقارات زراعية منتجة، وتعدد ما أوقف منها على وقف بعينه، وكبر حجم إيرادات تلك الأوقاف، وذلك لأن معظم سكانها يعملون بالزراعة؛ لما تتمتع به الواحة الأحسائية من وفرة المياه وجريان الأنهار والعيون الكثيرة، ويعود أقدم وقف في الأحساء إلى عهد الدولة العيونية (467- 636هـ)، وقد تطور الوقف في الأحساء واشتهر في الفترة العثمانية، وفي عهد الدولة السعودية، سعت حكومة المملكة لمزيد من التنظيم والتطوير الإداري لأمور الأوقاف وشؤونها، ومن أشهر أعيان الوقف في الأحساء، الأراضي الزراعية، والبيوت والدكاكين والعيون والأراضي، وكانت النسبة الأعلى من حيث الترتيب في الأوقاف الزراعية باعتبارها أكبر مظاهر الثروة في الإقليم، وتليها البيوت ثم الدكاكين باعتبارها مصدر من مصادر الوقف المستمرة في رفد الأوقاف التعليمية والخيرية والأهلية.

## تاريخ الأوقاف في الأحساء

### الأوقاف في الأحساء في التاريخ القديم
لا يُعرف بالتحديد متى بدأت الأوقاف في الأحساء، ولكن من المرجح أنها بدأت في أوائل عهد الدولة العيونية (467- 636هـ)، التي قضت على القرامطة وبدعهم، في عهد مؤسسها الأول عبد الله بن علي العيوني، ولعل الأمر أخذ في الاتساع عندما تولى الحكم شكر بن علي بن عبد الله بن علي العيوني، حوالي (545هـ)، الذي عُرف بالعلم والورع والفروسية.

#### اشهر الاوقاف:
مسجد جواثا أقيم فيه ثاني جمعه في الاسلام
مسجد الشيخ محمد الاول الحليمي
مسجد الجعلانية

### الأوقاف في الأحساء في العهد العثماني
تميزت الأوقاف في الأحساء، في الفترة الأولى من الحكم العثماني (957- 1080هـ)، بكثرة ما أوقفه المسؤولون العثمانيون في الأحساء من أوقاف متعددة، معظمها عقارات زراعية، تميزت بكثرتها، وكبر مساحتها، وعظم دخلها، بينما لم يقم أحد من المسؤولين العثمانيين في الفترة الثانية (1288- 1331هـ) بوقف شيئاً من الأوقاف المعروفة في الأحساء، ولعل ما يبرر ذلك، هو اختلاف طريقة إسناد أمر إدارة المنطقة وطبيعة النظام المالي، ففي الفترة الأولى كان حكم الأحساء في معظم الفترة يُسند إلى ولاة مقابل دفعهم لمبالغ مالية سنوية للخزينة السلطانية في الأستانة، ومن الأمثلة على ذلك ما يُنسب إلى محمد علي باشا الذي أُسند إليه حكم ايالة الأحساء، خلال الفترة (1018- 1044هـ).
وكان محمد علي باشا، من أكثر من أوقف أوقافاً منتجة في الأحساء، وبقيت شاهدة على ورعه وتقاه وصلاحه، بعد أن غادرها، ليقيم بجوار المسجد النبوي في المدينة حتى وفاته سنة (1051هـ -1640م).
ويُضاف إلى ظاهرة تميز الفترة العثمانية الأولى بكثرة أوقاف المسؤولين العثمانيين في الأحساء إلى تطبيق نظام المنح الزراعية العثمانية خاصة ما كان معروف منها باسم زعامة وتيمار، وإقطاعها للمسؤولين والجنود ورؤوسائهم؛ حيث اعتمدت على ذلك النظام الإقطاعي كمصدر رئيسي للصرف عليهم، وتوفير دخل ثابت لهم، وبما أن تلك المنح الإقطاعية عبارة عن عقارات زراعية، فقد قام من اشتهر بالورع والصلاح من الممنوحين بوقفها بعد نقلهم أو مغادرتهم المنطقة، أو حتى أثناء إقامتهم فيها، رغبة منهم الثواب، وكان معظم أوقافهم على مساجد أو مدارس أنشأوها في الأحساء، وحرصوا على أن تقوم تلك الأوقاف بالصرف عليها، وضمان استمرارها وعملها.

### الأوقاف في الأحساء في فترة حكم بني خالد
استمرت الأوقاف في الأحساء، في فترة حكم بني خالد (1080هـ -1208هـ) ولم تتوقف، وتنوعت الأوقاف في الأحساء خلال هذه الفترة، فعلى سبيل المثال: وقف محمد بن عثمان بن جغيمان، والمثبت في المحكمة بموجب الوثيقة المحررة في عام: 1173هـ، وهو السهم المفرز من العقار الشريدية الكائن بقرية الموازن، والدار الواقعة بالكوت، الذي جعل غلته للفقراء كل يوم على مر الزمان، والدار يسكنها الفقراء سكناً مؤبداً لوجه الله.

## الأوقاف في الأحساء في عهد الدولة السعودية

### الأوقاف في الأحساء قبل إنشاء وزارة الأوقاف
اهتم الملك عبد العزيز بشكل خاص بالوقف، بما في ذلك الاوقاف في منطقة الأحساء، وما يرتبط بها من أحكام وشؤون شرعية، وكان يشرف بنفسه على الأوقاف، ولم يجيز لأحد التدخل فيها، إلا بإذن منه، وحرص على عدم التصرف في أموالها إلا بما يقتضيه الشرع، وسار أبناء الملك عبد العزيز من بعده على نهجه من الاهتمام بشؤون الأوقاف، وتبين ذلك من خلال المراسيم الملكية التي أصدروها، حيث أنشئت وزارة الحج والأوقاف في عهد الملك سعود عام: (1381هـ - 1961م)، فحلت هذه الوزارة محل جميع الجهات الأخرى المختصة بالأوقاف.

### الأوقاف في الأحساء بعد إنشاء وزارة الأوقاف
وفي مطلع الثمانينات من القرن الرابع عشر الهجري، أصبحت الأوقاف في السعودية، ومنها الأحساء، ركيزة في التشكيل الوزاري، بعد أن كان الإشراف عليها والنظر في شؤونها ملحقاً بالمحاكم الشرعية، وقد سعت حكومة المملكة لمزيد من التنظيم والتطوير الإداري لأمور الأوقاف وشؤونها، فصدر الأمر الملكي بإنشاء وزارة مخصصة للأوقاف عرفت باسم (وزارة الحج والأوقاف)، في العام 1381هـ، وبهذه الخطوة التنظيمية الإدارية انتقلت إدارة الأوقاف إلى مزيد من التنظيم، وتحديد المسؤوليات، وذلك حرصاً على تحقيق أهداف الوقف والموقفين، وكان لهذه الوزارة وكيل للأوقاف متخصص في شؤون الأوقاف في المملكة، وفي هذه المرحلة صدر نظام مجلس الأوقاف الأعلى، واستمر العمل بهذا النظام مع إدخال التعديلات عليه.

## أبرز الأوقاف في الأحساء

### وقف مسجد سيف بن حسين الجبري
مسجد سيف بن حسين الجبري، هو من الأوقاف البارزة في الأحساء، وهو معروف اختصاراً بمسجد الجبري، ويقع في حي المطاوعة بحي الكوت في مدينة الهفوف، وأوقفه الجبري سنة (901هـ/ 1495م)، وقد حبس إمامته ونظارته على الشيخ نصر الله الجعفري الطيار وذريته، وقد أوقف سيف الجبري على المسجد المذكور كثيراً من الأوقاف الزراعية المنتجة، مما جعل المنافسة على تولي نظارته وإدارة العقارات الموقوفة عليه مشكلة مزمنة، تهدأ حيناً وتنبعث حيناً آخر، وقد وثق وثيقة شرعية بخط الشيخ (علي بن أحمد النجار) الذي تولى قضاء الأحساء خلال الفترة (1106 -1157هـ)، جاء أن الجعافرة وحنيان بن صالح الجبري، قد حضروا لدى الشيخ سعدون آل عرعر، المولى على الأحساء، فأقر حينان الجبري بمحضر من العلماء بأنه لا حق له في مسجد الجبري، ولا في إمامته وخطابته، ولا في شيء من وظائفه، وليس له دعوى على الجعافرة، ولم يستتب الأمر وفق ما جاء في الوثيقة؛ إذ تشير وثيقة شرعية أخرى، وتم توقيع اتفاق آخر بعد التراضي، وبعد التداعي فيما أوقفه سيف بن حسين الجبري، ومن ضمن الوثيقة؛ أن نظارة مسجد الجبري لحنيان لا لأحد غيره فيها، وله ما للناظر وعليه ما عليه.

### وقف أوقاف فروخ باشا الفاتح
أوقف فروخ باشا الفاتح عدة أوقاف مغلة على مسجده ومدرسته المعروفة باسم مدرسة المعلم علي في حي الكوت في مدينة الهفوف، وأوقفها على يد علي المغربي، وقد فقدت الوثيقة الشرعية الأصلية، فما هو موجود الآن عبارة عن وثيقة يعود تاريخها إلى 17 شوال، سنة 1095هـ، عليها توقيع قاضي الأحساء آنذاك صفي الدين بن سليمان، وقد أوقف فروخ باشا الدكاكين والعقارات الزراعية التالية:
1. العقل الزراعي المسمى (المبتعدة) الواقع في قرية التويثير.
2. العقار الزراعي المسمى (خلاله) الواقع في قرية التويثير.
3. الغراريف الزراعية الثلاث، الواقعة بطرف عين أم خريسان، والمسميات (البستانية والدفين والثالثة التحتية).
4. المنزل الواقع في حي الكوت قرب المسجد.[13]

### وقف علي باشا
وهي أوقاف أوقفها علي باشا، في 12 ربيع الثاني، سنة 982هـ، على المسجد والمدرسة التي بناها المذكور في حي الكوت في مدينة الهفوف، وقد بنى المسجد المعروف بمسجد القبة، في قصر إبراهيم، عام 974هـ، في عهد السلطان سليم الثاني، وسمي بمسجد القبة لكونه مكوناً من قبة واحدة، مساحتها 15× 15 متراً، وقد كان في الأصل معداً للصلوات الخمس، والجُمع والأعياد، وخاصة للجيش العثماني المرابط في قصر إبراهيم، وقد رممت قبة المسجد المذكور في عهد متصرف لواء الأحساء الفريق محمد نافذ باشا، وذلك في عام: (1288هـ)، وقام بعملية الترميم من الداخل والخارج البَنَّاء الأحسائي الشهير (أحمد بن عبد السلام).
وقد جاء في الوثيقة، أنه أوقف عليهما: خان وحمام ودكاكين لاصقة متصلة بهما، ومفروزة، وجميعها بمدينة الهفوف في الأحساء، وكذلك أربعة بساتين في أطراف الأحساء، في قرية التويثير، ومنها بستان في بني شافع، ومنها العقار المسمى: (الوجيمات) في قرية القارة والصديدية، وشطيب المالكي في قرية العمران، وشطيب الدبة.

### أوقاف مسجد محمد بن عبد الله، المكنى (بأبي نقاء)

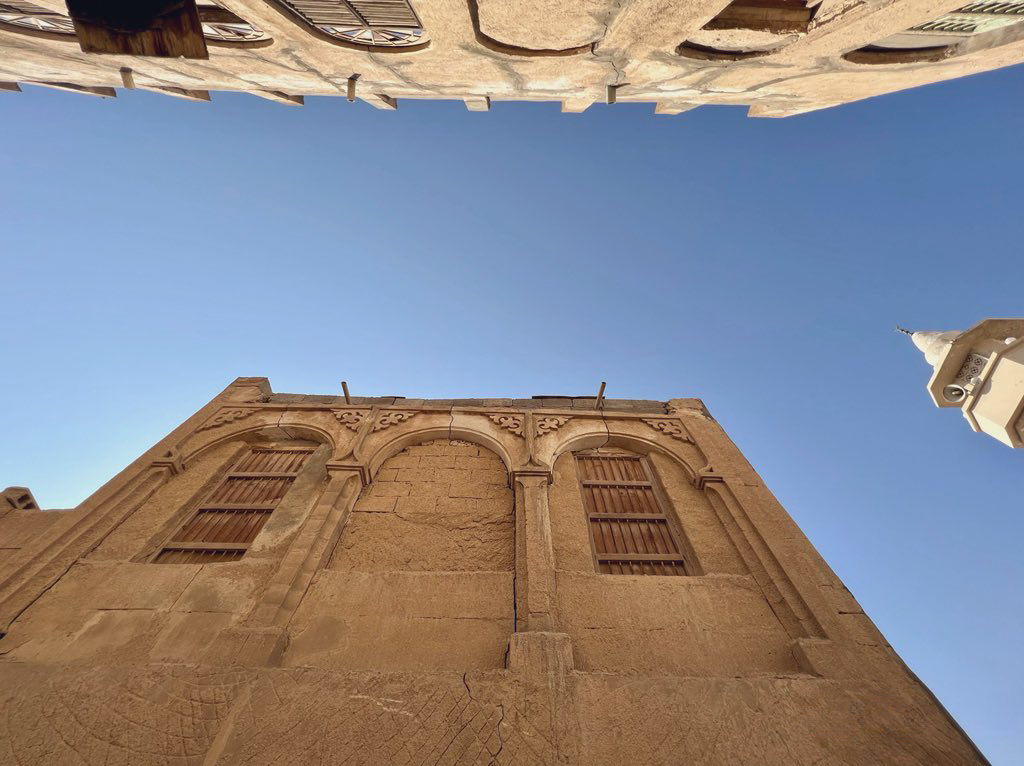
آثار من حي النعاثل التاريخي والعريق في وسط الهفوف بمحافظة الأحساء.

بنى محمد بن عبد الله، المكنى بأبي نقاء مسجده المستجد في حي النعاثل بمدينة الهفوف، في عام 1135هـ، وأوقف عليه في شهر ذي القعدة 1135هـ، جميع ما تحت ملكه على ذلك المسجد ومرافقه من بستان وميضأة ومغتسل وماء بارد للشرب، وكان مما أوقفه: جميع العقار المسمى (بالظفيري)، الواقع بطرف الرقيات مع العارضين التابعين له، وجعل نصف أجرته في كل سنة أرزاً أو تمراً للقائم بالإمامة في كل سنة، جزاءً وأجراً، والنثف الآخر للقائم بوظيفتي الزعابة والأذان، وربع النصف بعد زلول ثمنه من العقار المسمى (بالبدراني)، والذي كان والده قد أوقف نصفه على المسجد مع التابع له، والميضأة لمن أراد الاستنجاء والوضوء، والمغتسل لمن أراد الغسل لسائر أنواعه، سواء الواجب والمندوب والتبرد، والبئر لمن أراد الانتفاع من الميضأة والمغتسل، والبيت الغربي ليسكنه القائم بالإمامة، والبيت الشرقي ليسكنه القائم بوظيفة جذب الماء من البئر إلى الميضأة ولوظيفتي الآذان والإقامة، والبستان الذي جعله معداً لطرح الماء الخارج من البئر، واشترط الواقف أن تكون النظارة له على كل ما تقدم ذكره مدى حياته، ثم لأولاده من بعده.

### وقف مسجد الشطيب
ويعد مسجد الشطيب الواقع بحي النعاثل من أشهر مساجد ذلك الحي وأقدمها، حيث تم حبس أوقافه عليه في عام (1248هـ)، حينما قام عبد الرحمن بن عبد اللطيف نيابة عن موكليه، وهما والدته رحمة بنت عبد المحسن الملحم، ونصيبها السدس، وعبد الله الراشد المؤمن ونصيبه خمسة أسداس من مجموع الثلثين الشائعين من عامة العقار مزرع الأرز، والمسمى بالبوارد والواقع بطرف الجبيل الشرقي بثمن قدره 300 ريال فرانسة، وإيقاف ذلك على المسجد المذكور.

### أوقاف مسجد سلمان بن محمد بن فهد بن براك
أوقف سلمان بن محمد بن فهد بن براك بن غرير بن عثمان بن سعود على مسجده العقارات التالية: العقار المسمى (بالصبخة، وكذلك الحويشة والعجارية، وخرابة الأجمة، وثلث حسية الصدر من العقار المسمى (بالبيد) مع ضاحية القبلية المسماة بالخرابة مع الخرابة الشمالية، المسماة (الأجمة)، وكل تلك العقارات بطرف قرية الشعبة.

### أوقاف مدرسة سعدون بن سيف السعدون
أوقف سعدون بن سيف السعدون في عام (1274هـ)، على المدرسة التي أوجدها بحي السياسب في مدينة المبرز الأوقاف الآتية: جميع وجملة النصف الشائع من ضاحية باهلة بطرف السحيمية، والعقار الزراعي المسمى بالجبيل مزرع الأرز، الكائن موقعه بطرف أبي سحبل، تابع شراع العيوني على نهر العيوني.
وكثير من الأوقاف، وما سبق لا يمثل إلا نسبة بسيطة من أوقاف الأحساء، التي تحتاج إلى حصرها وتوثيقها واضافتها، وما ذكرناه كان عينة بسيطة لبعض أوقافها المشهورة.

## وصلات خارجية
- الوقف الذري بين الواقع والمأمول: أوقاف الأحساء نموذجاً